# Body of Lies
Body of Lies is een Brits-Amerikaanse actiethriller uit 2008 onder regie van Ridley Scott. Het verhaal is gebaseerd op dat uit de gelijknamige roman van David Ignatius. Guns N' Roses schreef voor de film het lied If the World en werd hiervoor genomineerd voor een Satellite Award.

## Verhaal
CIA-agent Roger Ferris probeert in het Midden-Oosten de terrorist Al-Saleem op te sporen. Gezaghebbers in verschillende landen vechten intussen uit wat hiervoor de beste aanpak is.

## Rolverdeling
- Leonardo DiCaprio - Roger Ferris
- Russell Crowe - Ed Hoffman
- Mark Strong - Hani
- Golshifteh Farahani - Aisha
- Oscar Isaac - Bassam
- Ali Suliman - Omar Sadiki
- Alon Aboutboul - Al-Saleem
- Vince Colosimo - Skip
- Simon McBurney - Garland
- Mehdi Nebbou - Nizar
- Michael Gaston - Holiday
- Kais Nashif - Mustafa Karami

## Feiten
- Acteur Crowe en regisseur Scott werkten eerder al samen aan de films Gladiator (2000), A Good Year (2006) en American Gangster (2007) en later ook aan Robin Hood (2010).
- Leonardo DiCaprio en Crowe waren eerder al samen te zien in de western The Quick and the Dead.
- Tijdens de opnames veranderde de titel van het project in House of Lies, maar vervolgens weer in Body of Lies, zoals de oorspronkelijke roman van David Ignatius.
- Carice van Houten speelde de vrouw van Leonardo DiCaprio's personage. Haar rol werd echter uit de film geknipt.[1]